# (4805) Астеропей
(4805) Астеропей (лат. Asteropaios, др.-греч. Ἀστεροπαῖος) — типичный троянский астероид Юпитера, движущийся в точке Лагранжа L5, в 60° позади планеты. Астероид был открыт 13 ноября 1990 года американским астрономом Кэролин Шумейкер в Паломарской обсерватории и назван в честь Астеропея, одного из героев Троянской войны.

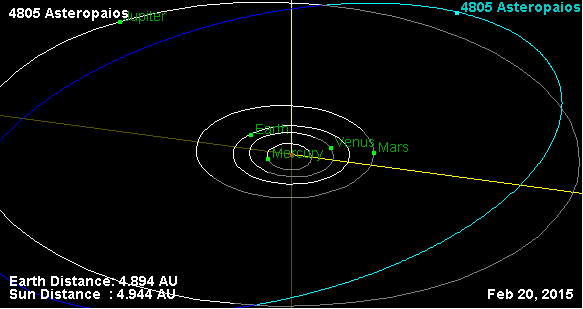
Орбита астероида Астеропей и его положение в Солнечной системе

Фотометрические наблюдения, проведённые в 1994 году, позволили получить кривые блеска этого тела, из которых следовало, что период вращения астероида вокруг своей оси равняется 12,372 ± 0,010 часам, с изменением блеска по мере вращения 0,26 ± 0,01 m.